# Bouw van het World Trade Center

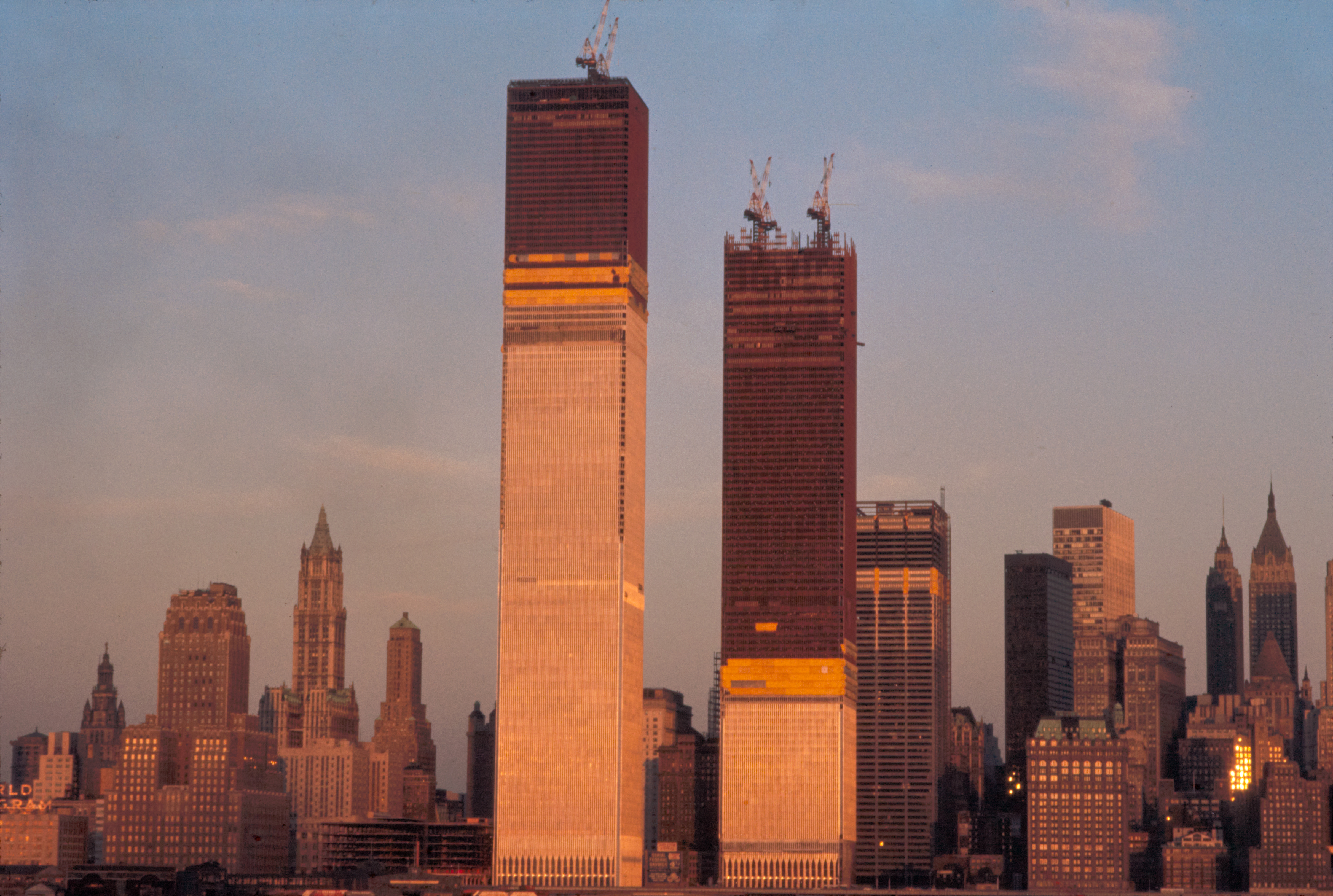
World Trade Center circa 1970. North Tower respectievelijk South Tower. Hier te zien is optrekking van de buitenmuren, bij de North Tower verder gevorderd. De wijnrode pilaren zijn de perimeterkolommen. (foto door Balthazar Korab)

Constructie van het World Trade Center in de Lower West Side op Lower Manhattan, New York, was in de jaren 60 en 70 een project dat gentrificatie / verzaveling in het zuidelijke, onaantrekkelijke deel van het eiland Manhattan betrachtte.
De idee achter de bouw van het World Trade Center ontstond al kort na de Tweede Wereldoorlog als manier om wereldhandel in de Verenigde Staten te stimuleren, maar kwam pas eind jaren 50 helemaal van de grond onder impuls van de Amerikaanse bankier David Rockefeller. Het World Trade Center zou oorspronkelijk worden gebouwd aan de Lower East Side van Lower Manhattan, maar de staten New York en New Jersey – die toezicht hielden op het project – konden het niet eens worden over deze locatie. Na uitgebreide onderhandelingen bereikten beide staten een akkoord over de voltooiing krachtens een genoegdoening. 
Het World Trade Center werd uiteindelijk gebouwd op de voormalige plek van Radio Row, bekend van zijn elektronicazaken, langs de westkant van Lower Manhattan. Het project werd ontwikkeld door de Port Authority of New York and New Jersey naar een ontwerp van architect Minoru Yamasaki, het architectenbureau Emery Roth and Sons en de ingenieursfirma Leslie E. Robertson and Associates.
Exclusief het aanvankelijk ongeplande 7 World Trade Center uit 1987, werd het complex gebouwd van 1966 tot 1975. 28 jaar na het einde van de bouwwerkzaamheden werd het World Trade Center verwoest bij de aanslagen op 11 september 2001, na 102 minuten te hebben uitgebrand door toedoen van een inslag van twee door Al Qaida-terroristen gekaapte Boeing 767's passagiersvliegtuigen op aanzienlijke hoogte.

## Voorgeschiedenis van de Twin Towers

### Revitalisatie van Lower Manhattan

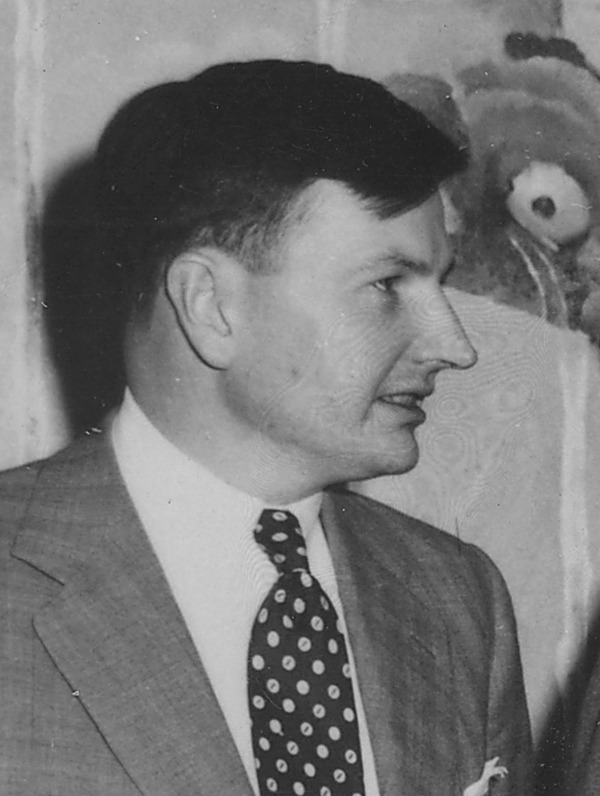
David Rockefeller, de bezieler van het World Trade Center

David Rockefeller, een bankier en een kleinzoon van Standard Oil-oprichter John D. Rockefeller, was de bedenker van het idee om een World Trade Center te bouwen als epicentrum van Lower Manhattan. Het gebied was in de jaren vijftig en zestig nog onaantrekkelijk als woon- en werkomgeving. Rockefeller zou echter niet over de financiële middelen beschikken om dergelijk groots project zomaar op het getouw te zetten. In mei 1959 richtte Rockefeller, oprichter van de Chase Manhattan Bank, de Downtown-Lower Manhattan Association (DLMA) op. DLMA liet een complex van $ 250 miljoen ontwerpen door het architectenbureau Skidmore, Owings and Merrill aan de South Street Seaport in de Lower East Side langs de East River, inclusief een wolkenkrabber van 70 verdiepingen en verschillende lagere gebouwen.
Om de benodigde financiële middelen en politieke macht te verwerven om het project te kunnen voltooien, wendde Rockefeller zich tot de Port Authority of New York and New Jersey. Dit havenbedrijf werd in 1921 opgericht door de staten New York en New Jersey om alle verkeersfaciliteiten te bouwen en te exploiteren binnen een straal van 40 kilometer van het Vrijheidsbeeld. Tegen 1960, na de aanleg van de Lincoln Tunnel en de George Washington Bridge in de wijk Washington Heights, breidde de Port Authority of New York and New Jersey zijn invloed verder uit met 5.000 werknemers en meer dan $ 1 miljard aan vracht- en transportprojecten, allemaal voorgezeten door zijn machtige directeur, de van oorsprong Ierse rechtsgeleerde Austin J. Tobin. Naar hem vernoemde men postuum het plein aan het World Trade Center.
Om de voltooiing te garanderen had de Port Authority als quid pro quo ingestemd met een financiële overname en een grondige renovatie van de forenzenspoorlijn van de staat New Jersey, met name het Port Authority Trans-Hudson-spoorwegennetwerk, gebouwd in 1908. Het Port Authority Trans-Hudson-spoorwegennetwerk was gelegen aan de westkant van Lower Manhattan. Tobin en zijn team verplaatsten de toekomstige locatie van het World Trade Center naar het westen en zou beide projecten gaan combineren na een juridische strijd met de Radio Row-handelaars, die dienden te worden onteigend omdat de wijk met dertien huizenblokken zou verdwijnen.

### Protest van de stad

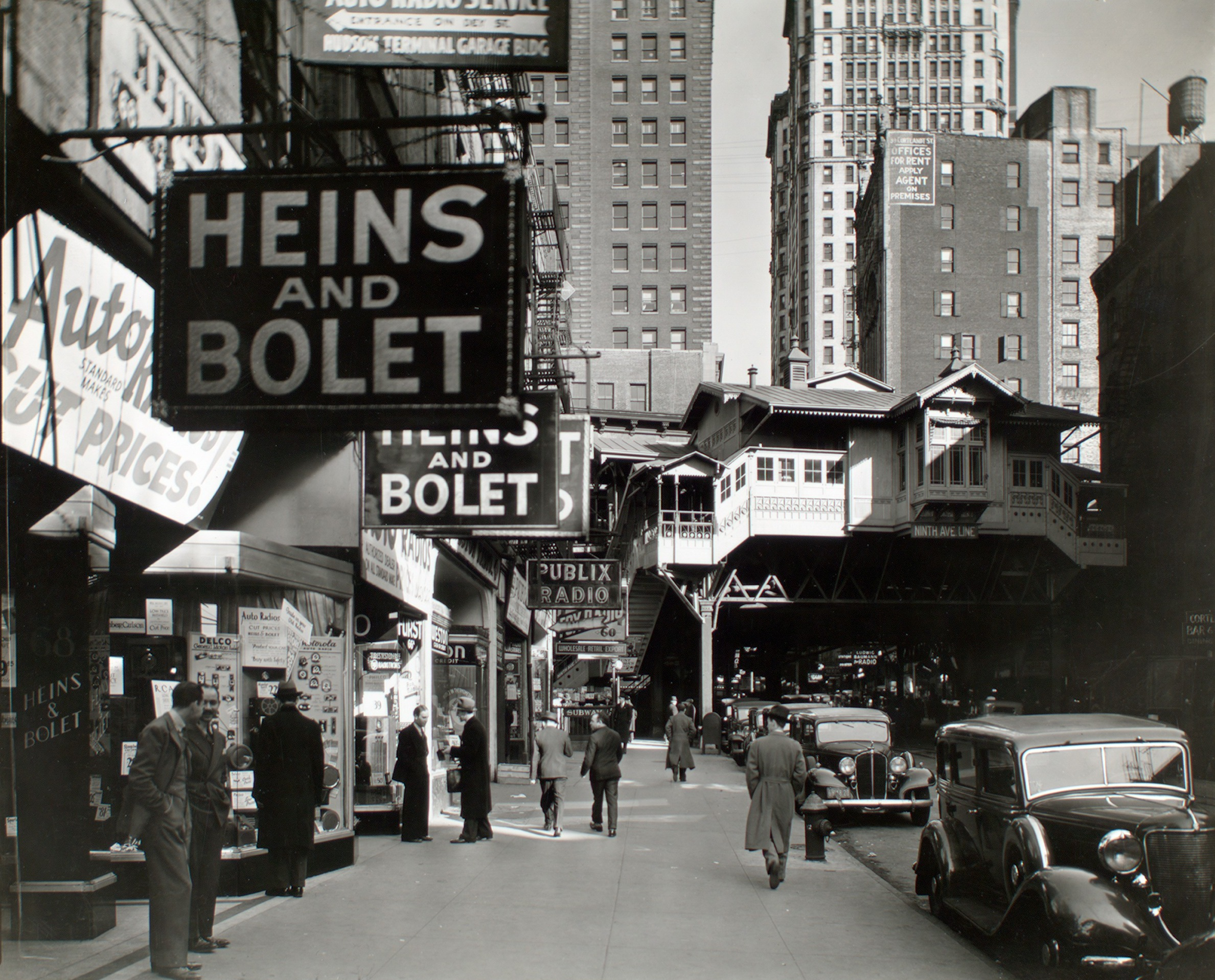
Radio Row in 1936, de wijk ruimde plaats voor het World Trade Center in 1966

Tobin stelde voorts een nieuwe architect aan, de Japanse inwijkeling Minoru Yamasaki. Yamasaki stelde een wolkenkrabber met 80 verdiepingen voor, wat door de Port Authority werd verworpen als zijnde te weinig kantoorruimte. Yamasaki deed een nieuw voorstel en ontwierp legendarisch genoeg niet één, maar twee identieke wolkenkrabbers. Emery Roth and Sons moest Yamasaki ondersteunen bij de voltooiing van zijn ontwerp van het project, dat $ 1,3 miljard kostte.
Leslie E. Robertson and Associates, een civiel ingenieursfirma zonder veel ervaring in de categorie hoogbouw, kreeg de leiding over de bouw van Yamasaki's ontwerp; de thans verwoeste Twin Towers met 110 verdiepingen — de North Tower en de South Tower — alsmede drie lagere zwarte gebouwen met negen verdiepingen.
Naast de steun van de machtige Port Authority van Austin J. Tobin genoot David Rockefeller ook de steun van zijn broer en toenmalig gouverneur van New York, Nelson Rockefeller, die als gouverneur het lint doorknipte bij de officiële en ceremoniële opening van het complex op 4 april 1973. Een jaar later, in 1974, werd Nelson Rockefeller vicepresident onder Gerald Ford na het aftreden van Richard Nixon wegens het Watergateschandaal. Nelson zou voor zowel zijn broer David als de Port Authority een levenslijn worden omdat de toenmalige burgemeester van New York, Robert F. Wagner Jr., zich verzette tegen het World Trade Center met als motivering dat de stad geen belastingen kon innen op de projecten van de Port Authority.
Gouverneur Rockefeller, Wagners opvolger John Lindsay en Tobin bereikten een akkoord over een gedeeltelijke compensatie voor de mislopen belastinggelden. Wagner en Lindsay konden het project dwarsbomen door geen toestemming te geven voor de afbraak van de wegen in de wijk Radio Row. De stad beheerde namelijk de wegen van Manhattan (en de vier andere boroughs van de stad). De Port Authority zou 250 miljoen dollar besteden aan de renovatie van de wegen.
In 1966 kon de bouw van het World Trade Center van start gaan, dewelke echter gepaard ging met allerlei problemen en inclusief afgraafwerken zeven jaar duurde.

## Constructie van de Twin Towers

### Algemeen

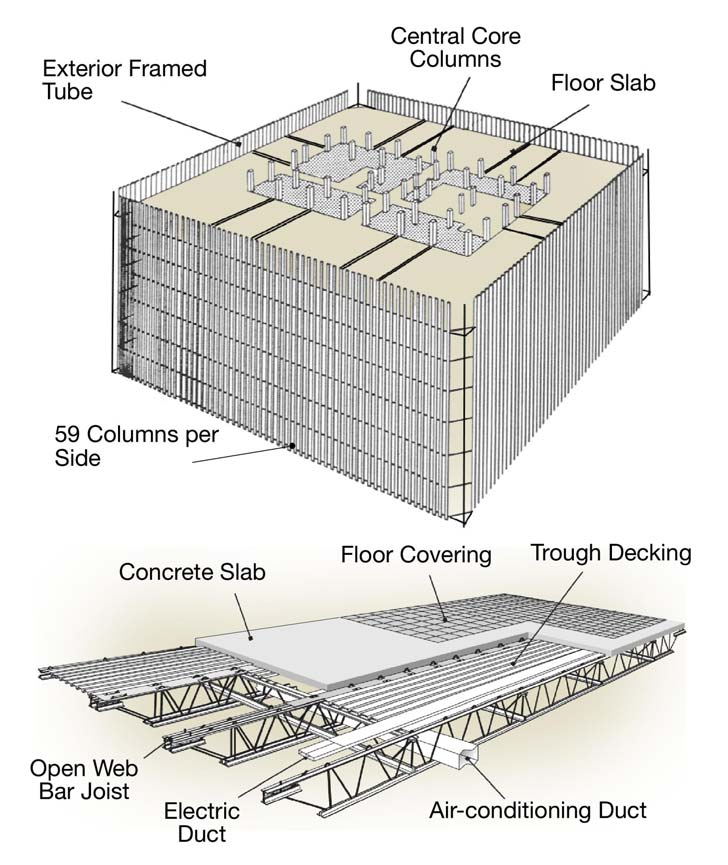
3D model van bouwontwerp

Vloerplan van het World Trade Center

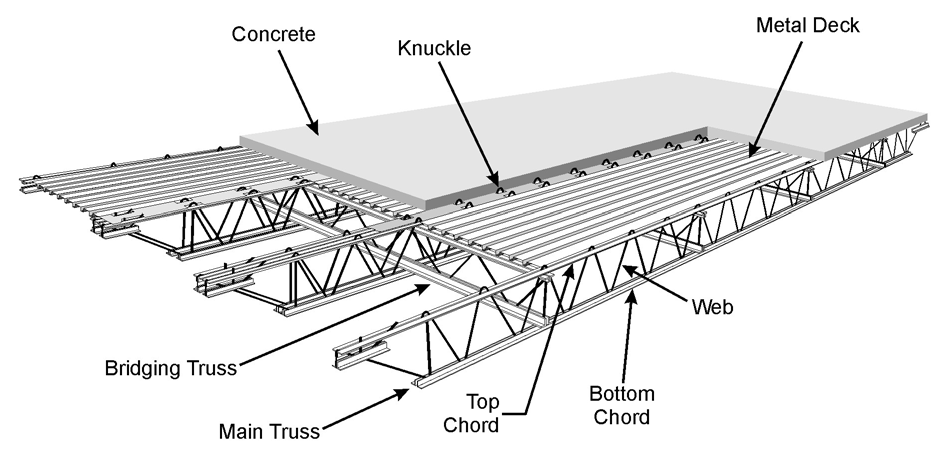
Explicatie van het systeem met 'trusses'

Minoru Yamasaki was de 'geestelijke vader' die met het specifieke idee voor identieke wolkenkrabbers op de proppen kwam, maar Leslie E. Robertson was de man die instond voor de afwerking.
De Twin Towers werden ontworpen als omkaderde stalen buisconstructies, die huurders voorzagen van open plattegronden, ononderbroken door pilaren (kolommen) of muren. Dit werd bereikt met behulp van aan iedere kant in totaal 59 perimeterkolommen ('perimeter columns') om veel van de sterkte aan de structuur te verschaffen, samen met de zwaartekrachtbelasting gedeeld met in totaal 47 kernkolommen ('core columns'). 
De stalen kolommen waren erg smal te noemen. 28 inches breed, ofwel 71 centimeter. Daartussen werden de betonnen vloeren verticaal en horizontaal ondersteund met 'floor trusses' tot aan het dak (de 'floor trusses' worden gezien als een belangrijke factor voor de instorting).
Het liftsysteem van de Twin Towers met skylobby's, een systeem van expres- en lokale liften, maakte het mogelijk om meer vloeroppervlak vrij te maken voor kantoorruimte door de structurele kern te verkleinen. 
Het bouwontwerp, meest centraal dat van de Twin Towers, omvatte meerdere innovatieve en revolutionaire technieken, zoals de 'badkuip' voor het graven van de fundering en bouwput van het complex wegens het lage grondwaterpeil. Een ander voorbeeld waren de 'curtain walls' ("gordijnen"), de benaming voor de buitenmuren die geen enkel gewicht droegen waar dat voorheen bij eerdere constructies niet mogelijk was.
Men vatte de werkzaamheden aan de North Tower van het World Trade Center aan in augustus 1968 en de werkzaamheden aan de South Tower van het World Trade Center namen een aanvang in januari 1969. Uitgebreid gebruik van geprefabriceerde componenten hielp het bouwproces te versnellen.
Drie zwartkleurige gebouwen met lage niveaus werden gebouwd als onderdeel van het World Trade Center in de vroege jaren zeventig en het complex was grotendeels voltooid in 1975. Twee nieuwe gebouwen kwamen er eind jaren zeventig en begin jaren tachtig bij.
Het Vista International Hotel werd aan het complex toegevoegd eind jaren zeventig. Het zevende en laatste gebouw, het 7 World Trade Center, werd geopend in 1987.

#### Grondwerken

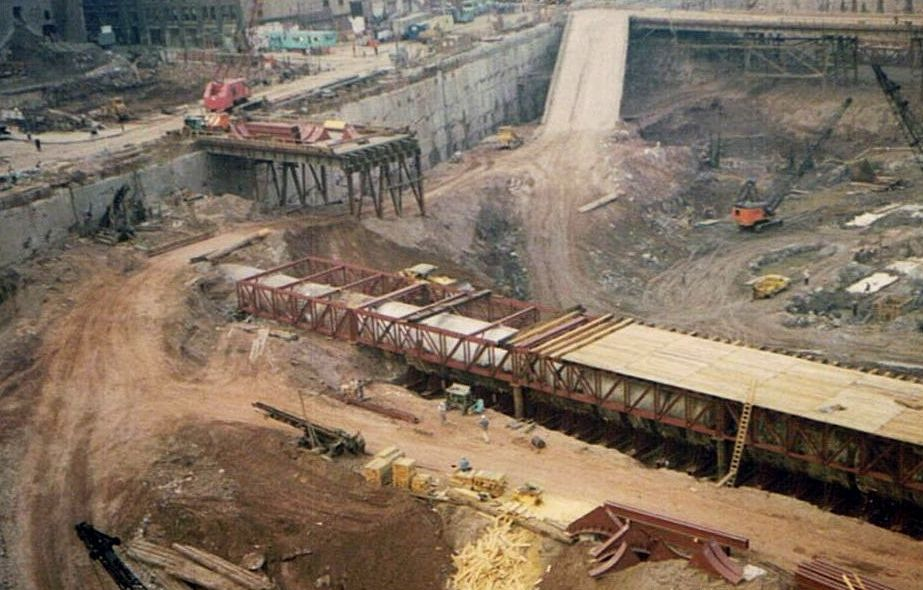
Grondwerken aan het World Trade Center in 1968

Op 21 maart 1966 werd er begonnen met grondwerk ten aanzien van het vrijmaken van het 6,5 hectare grote oppervlak. 164 gebouwen en vijf wegen werden gesloopt, in totaal vormden zij dertien huizenblokken. Het terrein werd begrensd door Vesey Street, Church Street, Liberty Street en de voormalige Miller Highway – thans West Street en officieel Joe DiMaggio Highway. Na deze landaanwinning bouwde men daar Battery Park City alsmede het World Financial Center.
Het slopen verliep echter niet vlekkeloos. Het bouwterrein lag namelijk vol met onbekende kabels, leidingen, oude funderingen, tunneltjes, ondergrondse riviertjes en oude graven. Het kostte veel tijd om deze in kaart te brengen. De slopers moesten zorgvuldig te werk gaan om geen storingen op Lower Manhattan te veroorzaken. Toen het terrein vrij was van bebouwing kon de volgende fase beginnen. Om de gebouwen van het World Trade Center te kunnen dragen moesten de funderingen op de harde rotslaag van New York gebouwd worden. Deze rotslaag bevond zich op een diepte van 20 meter. Om de funderingen aan te kunnen leggen moest het terrein afgegraven worden. Er was echter één probleem: het grondwater. Doordat het bouwterrein aan de rivier lag stond het grondwaterpeil hoog.

##### De 'badkuip' — the 'slurry wall'
Men moest voorkomen dat de enorme bouwput onder zou lopen. Normaal zou men continu het water wegpompen, maar de angst bestond voor verzakking van nabijgelegen bebouwing. De hoofdingenieur van de Port Authority, John M. Kyle vond de oplossing in Europa. Kyle kwam op het idee een soort 'badkuip' (Engels: 'slurry wall') te maken, die het water buiten moest houden. Nu kon men eenvoudigweg de 'badkuip' leeg scheppen.
Om de 'badkuip' te maken met diepwanden, groef men eerst 20 meter diepe sleuven. Tijdens het graven liet men de sleuven vollopen met een steunvloeistof: een vloeibaar blijvend mengsel van water en bentoniet met een grotere dichtheid dan aarde. Zo werd voorkomen dat de sleufwanden zouden instorten tijdens het graven. Toen de sleuven gereed waren liet men er een geprefabriceerde stalen kooi in zakken, deze diende als wapening. Nu werden de sleuven gevuld met beton. Het beton was zwaarder dan het bentoniet, waardoor het bentoniet bovenin kon worden afgezogen en hergebruikt. Met deze techniek werd een 'badkuip' gevormd.

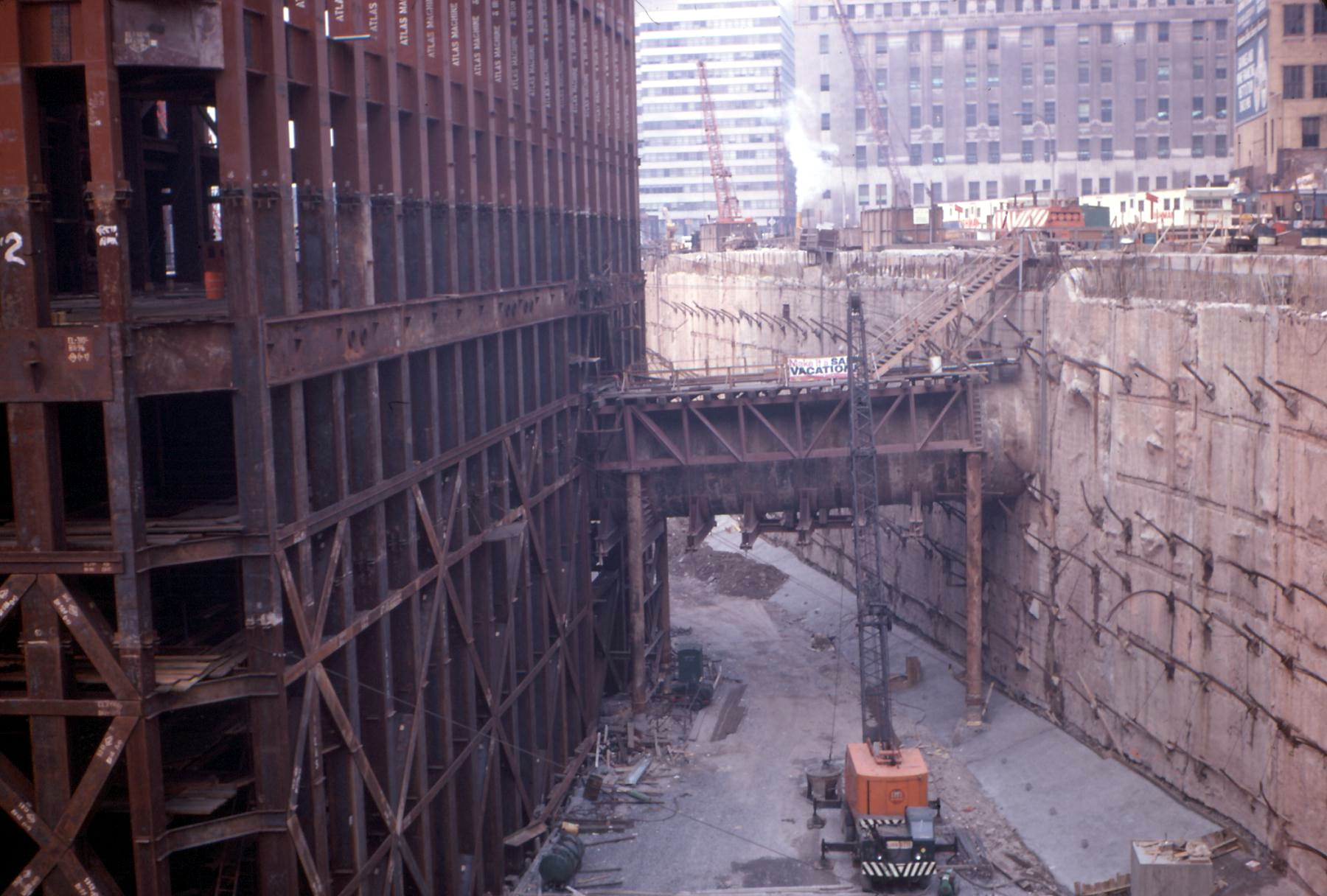
'Badkuip' van het World Trade Center; links perimeterkolommen/buitenste kolommen South Tower, logischerwijs zonder buitenmuren

Nu kon het uitgraven van de bouwput beginnen. In totaal moest ongeveer 920.000 m³ aarde worden weggegraven. Om dit af te voeren zouden er ongeveer 100.000 vrachtwagenladingen nodig zijn. Het zou enorm veel tijd en geld kosten om al deze aarde naar een reguliere dumpplaats af te laten voeren. De directeur van de Port Authority of New York and New Jersey, Austin J. Tobin had dit al voorzien. Hij had met het stadsbestuur van New York afgesproken dat de grond gedumpt werd in de rivier. Hierdoor werd een nieuw stuk land gecreëerd van zeven hectare groot.
Het aangeworven land zou Battery Park City gaan heten, en heeft New York ongeveer voor 90 miljoen dollar aan belastinggelden opgeleverd. Deze extra inkomsten compenseerden zo het verlies aan belastingen dat het World Trade Center veroorzaakte. Het uitgraven van de bouwput moest uiterst voorzichtig gebeuren. De Hudson and Manhattan Commuter Railroad (nu: PATH, Port Authority Trans-Hudson) verbinding liep door de bouwput. Veel forensen maakten dagelijks gebruik van deze verbinding. Tijdens de bouw mocht deze verbinding niet stil komen te liggen. Voortdurend werd tijdens het afgraven de tunnel gestut.

#### Staaltransport

##### Moeizame onderhandelingen
Het project zou veel staal nodig hebben. De Port Authority had dit al voorzien en was al ruim voor het begin van de bouw bezig met het regelen van het benodigde staal. Tijdens dit proces bevonden de gebouwen zich nog in de ontwerpfase, maar men dacht ongeveer 90.720 ton staal nodig te hebben. 
De Port Authority had onderhandelingen opgestart met U.S. Steel en Bethlehem Steel, de twee grootste staalleveranciers van de Verenigde Staten. Echter, aan het einde van de onderhandelingen verhoogden ze de prijzen met de helft. 
De Port Authority besloot daarom niet met de twee bedrijven in zee te gaan. Vijftien kleinere bedrijven kregen nu de opdracht het staal te leveren. De vijftien bedrijven brachten samen 85,4 miljoen dollar in rekening, de twee grote leveranciers zouden meer dan 240 miljoen dollar gerekend hebben.
Nadeel van deze was dat de Port Authority nu blijvend moest communiceren met vijftien bedrijven in plaats van twee bedrijven. Men loste dit probleem op door Karl Koch Erecting Company, een onderaannemer in te huren die deze communicatie op zich nam. Later mocht dit bedrijf ook het staal ontvangen, controleren en installeren.

##### Just-in-time method
Nu duidelijk was dat het benodigde staal geleverd zou gaan worden deden zich nieuwe problemen voor. Door gebrek aan ruimte op het bouwterrein konden de bouwmaterialen daar niet opgeslagen worden. De Port Authority loste dit op door gebruik te maken van een verlaten spoorwegwerf. Dit terrein lag aan de overkant van de Hudson in Greenville (New Jersey) en was ongeveer 30,5 hectare groot.
Op dit terrein werden de materialen verzameld en werden kleine onderdelen geassembleerd tot grotere onderdelen. De meeste onderdelen werden buiten de spits per vrachtwagen vervoerd via de Holland Tunnel, grotere onderdelen werden via duwboten vervoerd. Soms werden ook helikopters gebruikt om onderdelen te vervoeren.
Tijdige levering vanwege het kostenaspect was van belang. Door het plaatsgebrek op het bouwterrein zelf mochten deze onderdelen ook weer niet te vroeg geleverd worden. De meeste onderdelen werden slechts enkele uren voor gebruik geleverd, deze van oorsprong Japanse methode noemde men de just-in-time method (Nederlands: 'Net op tijd-methode').
De gebouwen bestonden uit duizenden stalen balken en Vierendeelliggers. De meeste stalen balken leken op elkaar, maar hadden toch marginale verschillen. Om deze balken uit elkaar te houden was elke balk gemerkt. Deze markeringen maakten de just-in-time mogelijk.:18 (PDF p. 7)
In 1968, bijna 2,5 jaar na de start van de bouw begon men met het werk aan de fundering zelf, met als eerste die van de North Tower. Werkzaamheden aan de South Tower gingen pas van start in januari 1969.
Men stortte eerst een laag beton, waarop enorme stalen piramidevormige voeten geplaatst werden. Deze voeten waren 4,5 meter lang, 3,5 meter breed en 2 meter hoog en wogen ieder 15,4 ton. Ieder van deze voeten zou later een pilaar dragen. De voeten moesten het gewicht over een zo groot mogelijk oppervlak verdelen. 
Op 6 augustus 1968 plaatste men de eerste pilaar van de North Tower. In de bouwwereld geldt de overgang van het werk aan de fundering naar de constructie als de datum waarop de bouw van het gebouw begint.

#### Bouwstakingen

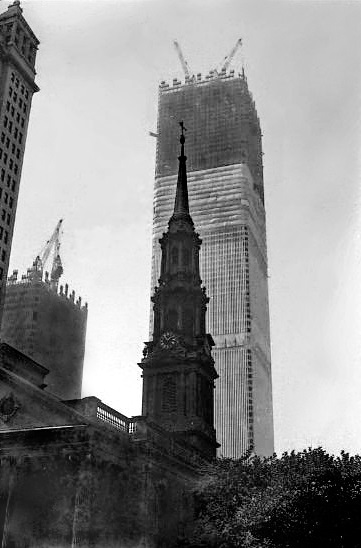
South Tower links, North Tower rechts; optrekking buitenmuur North Tower

De bouw verliep echter niet zonder problemen. De bouwvakkers waren vakbondsleden. Hun vakbonden waren continu bezig met het behartigen van de belangen van de bouwvakkers. Gedurende de bouw waren er constant spanningen tussen de Port Authority en de vakbonden, wat vaak resulteerde in stakingen. De eerste grote staking was die van de duwbootschippers vanaf december 1970.
Door deze staking konden veel onderdelen niet vervoerd worden. Om de bouw niet te laten vertragen vervoerde men deze onderdelen met helikopters. De Port Authority probeerde ook de vloerdelen met helikopters te vervoeren.
Het eerste vloerpaneel wat zo vervoerd werd ving zo veel wind dat de piloot het moest laten vallen in de Hudson. Dit paneel ligt nog steeds in de rivier en is na de aanslagen op 11 september 2001 waarschijnlijk het enige paneel dat nog bestaat. Veel getuigen waren boos over deze gevaarlijke gang van zaken. De Port Authority trok zich hier echter niets van aan en deed nog een paar onsuccesvolle pogingen. Later vervoerde de Port Authority de vloerpanelen per vrachtwagen.
Er zouden nog veel stakingen volgen zoals de staking van de vrachtwagenchauffeurs en die van de plaatstaalwerkers. Een andere grote staking was die van de liftmedewerkers. Deze staking duurde vier maanden. De medewerkers zorgden voor de liftsystemen die arbeiders, gereedschap en voedsel moesten vervoeren. De torens hadden al 27 verdiepingen. De Port Authority moest met oplossingen komen om met dit probleem om te gaan.

#### Opening
Op 23 december 1970 werd het hoogste punt bereikt van de North Tower. Rond deze tijd trokken al huurders in de lagere verdiepingen van het gebouw. Aan de hogere verdiepingen van de North Tower werd nog steeds gewerkt.
Op 19 juli 1971 werd het hoogste punt bereikt van de South Tower, de eerste huurders trokken in januari 1972 in het gebouw. Dat jaar was ook het werk aan de North Tower voltooid. Het World Trade Center werd officieel geopend op 4 april 1973 als de hoogste bouwwerken ter wereld, nadat ook de South Tower gereed was – de North Tower was officieel de hoogste (417 meter, de antenne met een hoogte van 110,3 meter werd pas in 1979 geplaatst) omdat de hoogte van de constructie twee meter hoger was dan die van de South Tower (415 meter). Bij de voltooiing droegen de Twin Towers de titel van hoogste bouwwerken ter wereld. Een jaar later verloren de Twin Towers hun titel aan de Willis Tower.

## Galerij

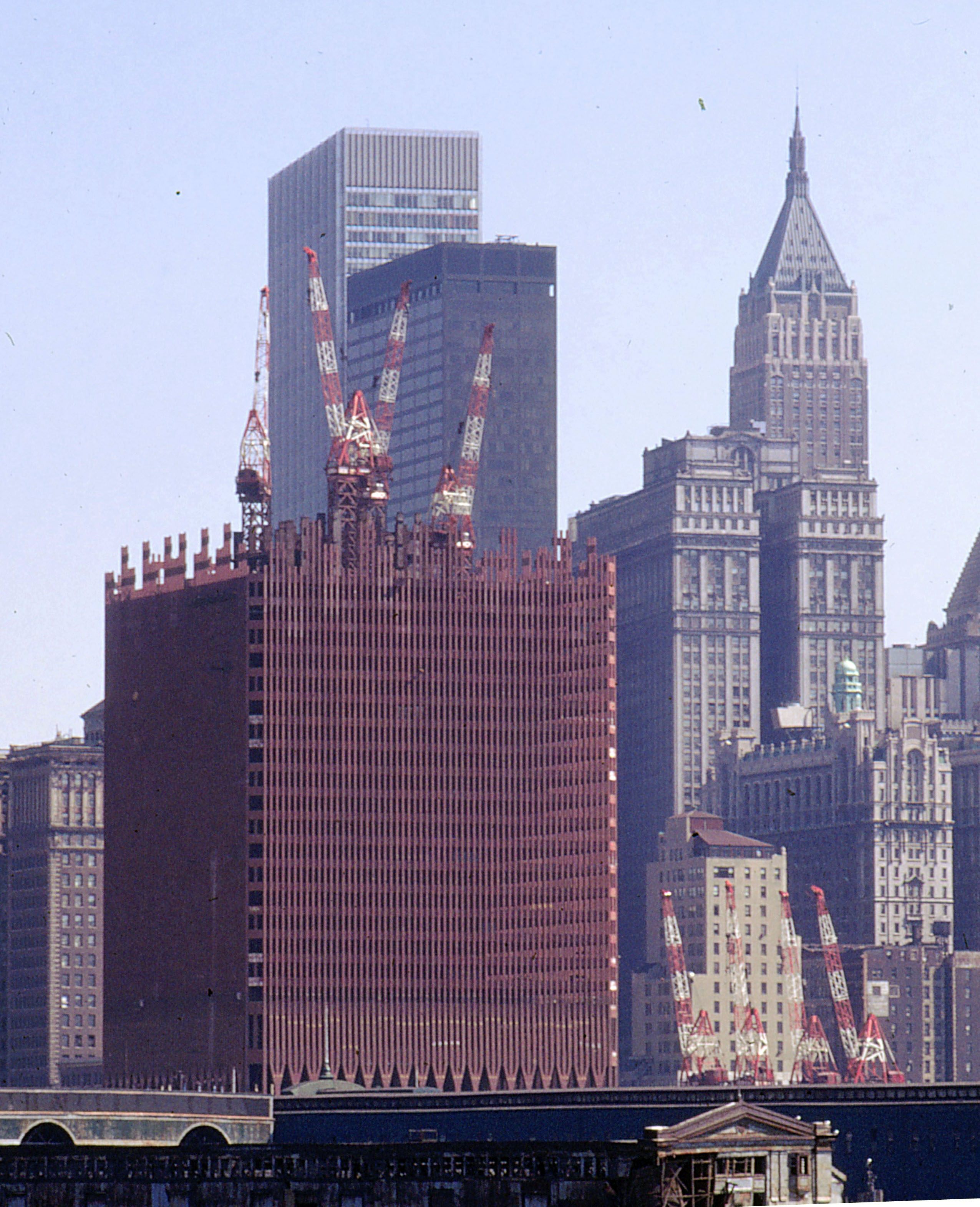
South Towers laagste verdiepingen 'in de steigers' en zonder buitenmuren. Circa najaar 1969.
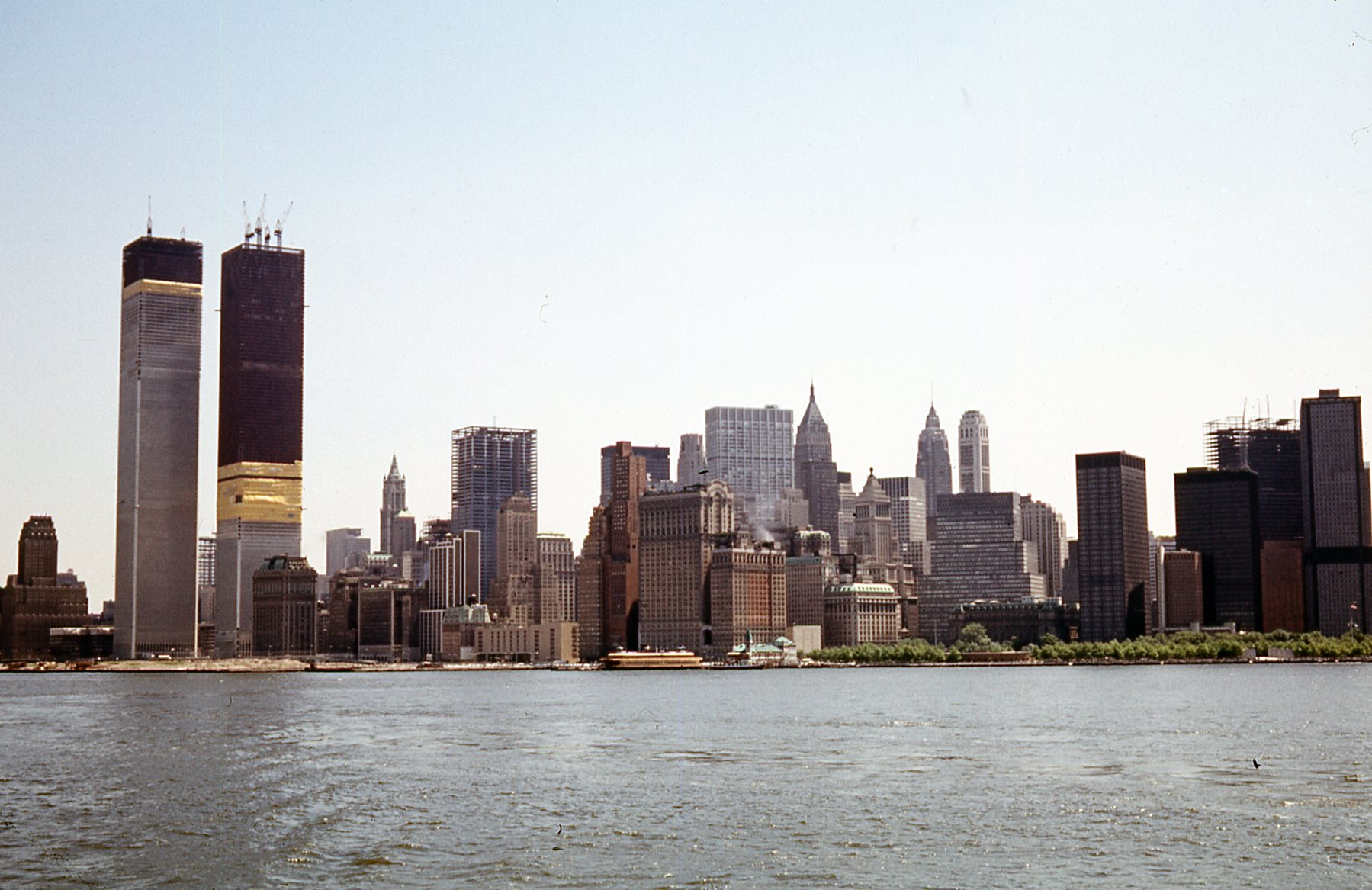
Skyline Manhattan. Circa 1971. North Towers hoogste skylobby onvoltooid, South Tower overwegend nog zonder buitenmuren. Deze werden deels opgetrokken. Zie ook foto 5.
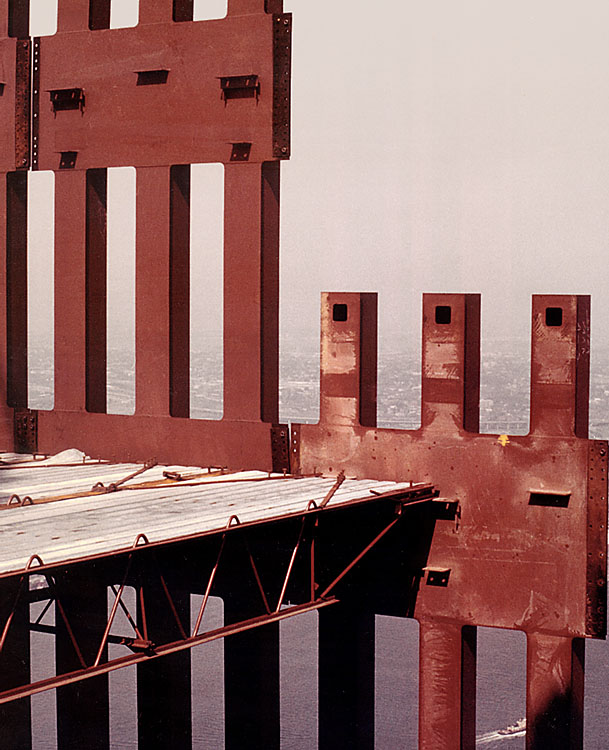
7 perimeterkolommen en een vloer van een van de Twin Towers. 'Floor trusses' zijn onderaan te zien ('bridging truss' horizontaal, 'main truss' verticaal).
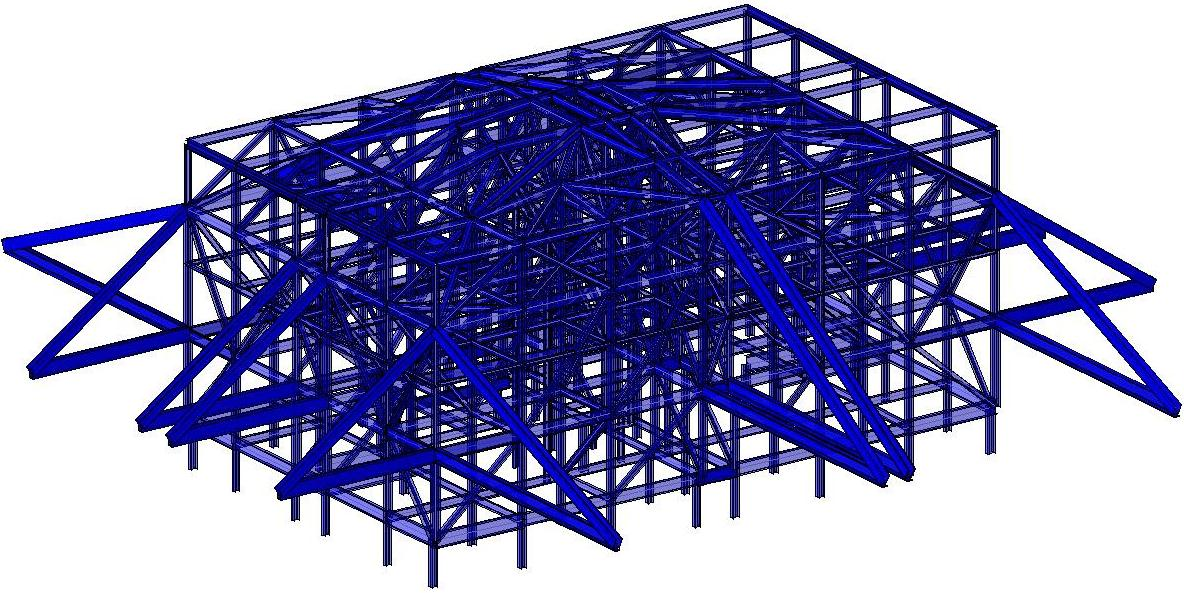
Computermodel van de 'hat trusses' of Arthur Vierendeelliggers vanaf de 107e verdiepingen van de Twin Towers.
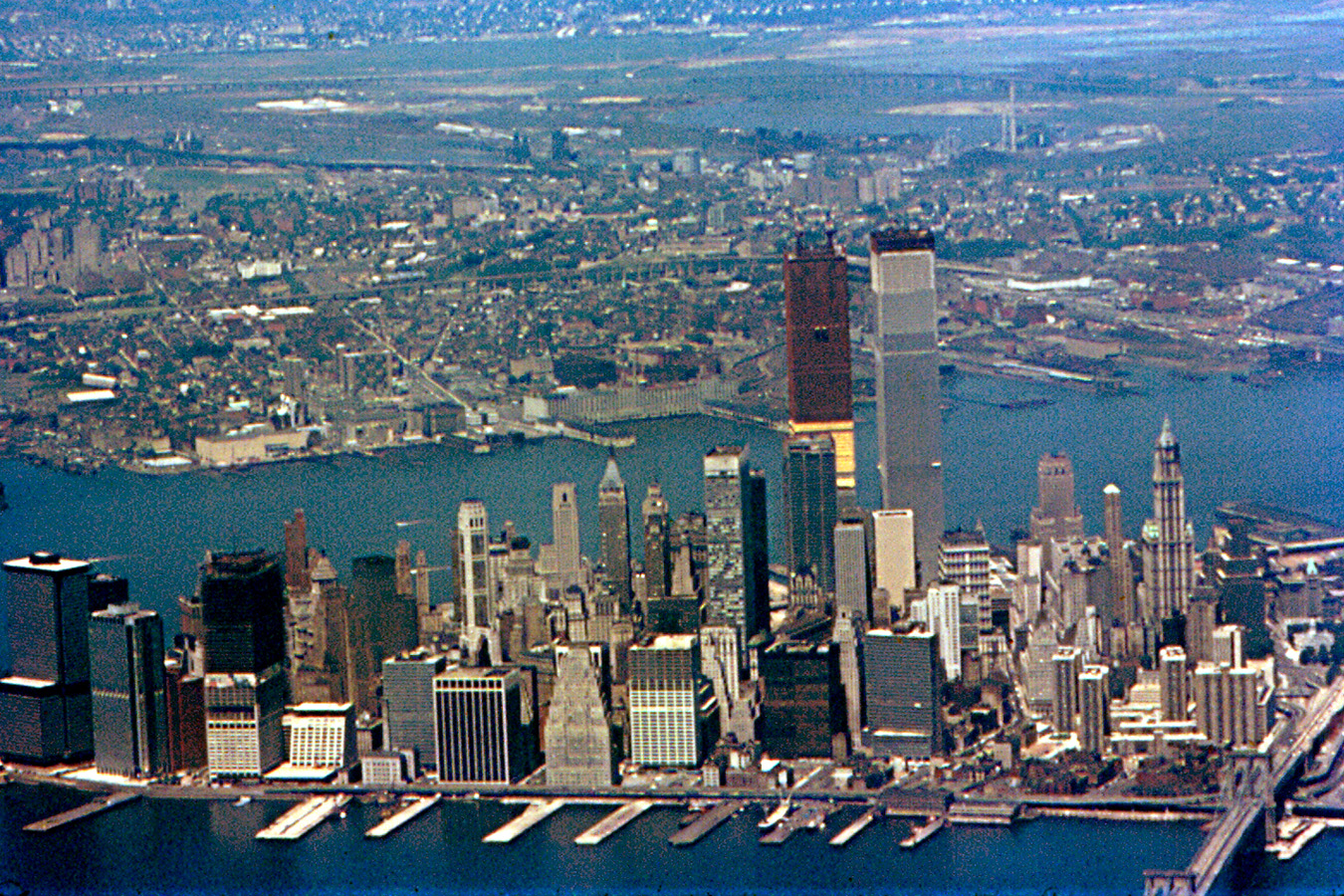
Luchtfoto Lower Manhattan 1971. Ongeveer zelfde tijdvak als foto 2.